# Leki przeciwleukotrienowe

Zileuton

Zafirlukast

Montelukast

MK-886

Leki przeciwleukotrienowe, antagonisty leukotrienów – grupa leków wprowadzona do lecznictwa pod koniec XX wieku i znajdująca zastosowanie w leczeniu astmy oskrzelowej. Ich działanie polega na hamowaniu biosyntezy leukotrienów cysteinylowych (LTC4, LTD4 i LTE4) albo blokowaniu receptorów leukotrienowych w ścianie oskrzeli. Obecnie stanowią uzupełnienie leczenia przeciwzapalnego (kortykoterapii) astmy oskrzelowej.
Leki te nie przerywają napadów astmy, ale mogą być stosowane w celu zapobiegania im.

## Inhibitory biosyntezy
Należą tu inhibitory 5-lipooksygenazy, na przykład zileuton, genleuton, ZD-2138.
Nowe związki BAYX1005, MK-591 i MK-886 hamują białko aktywujące 5-LOX (FLAP) i są badane pod kątem przydatności w zapobieganiu miażdżycy.

## Antagonisty receptorów leukotrienowych
Należą tu związki hamujące receptor CysLT1 dla leukotrienów cysteinylowych:
- zafirlukast
- montelukast
- cynalukast(inne języki)
- pranlukast
- werlukast(inne języki)
- pabilukast.